# Institutional Critique
Nel mondo dell'arte, l'institutional critique è una forma di pratica e di ricerca artistica che mette al centro i meccanismi e le storture del sistema dell'arte istituzionale, analizzandola e criticandola. 
Per istituzioni artistiche in questo caso si devono intendere le gallerie, i musei, i maggiori festival e le più grandi fiere, cioè gli esponenti di peso del mercato dell'arte. Le origini della institutional critique si possono trovare negli artisti che, nel 1863, si distaccano dal Salon ufficiale proponendo il Salon des Refusés, nella prima mostra degli impressionisti e nelle operazioni di Marcel Duchamp (ad esempio la Fontana del 1917), Yves Klein e Piero Manzoni.
Questa forma di metacritica ha come esponenti di punta Michael Asher, Marcel Broodthaers, Daniel Buren, Andrea Fraser, Maurizio Cattelan, John Knight, Adrian Piper, Fred Wilson e Hans Haacke.
La produzione critica al riguardo annovera gli articoli e agli studi di Alexander Alberro, Benjamin Buchloh, Birgit Pelzer, e Anne Rorimer.